# Steven Smith (Reiter)
Steven Smith (* 22. Oktober 1962 in Bingley, West Yorkshire) ist ein ehemaliger britischer Springreiter.

## Biografie
Steven Smith ist der Sohn des ehemaligen Topspringreiters Harvey Smith und Bruder des ebenfalls hoch erfolgreichen Robert Smith.
1984 gewann er (auf Shining Example) gemeinsam mit John Whitaker (Ryan’s Son) und Michael Whitaker (Overton Amanda), sowie Timothy Grubb (Linky) die Silbermedaille bei den Olympischen Sommerspielen in Los Angeles.
Nur kurze Zeit später ließ ein schwerer Motorradunfall den Traum der großen Reitsportkarriere platzen.
Im Herbst 1998 umging er eine unmittelbare Haftstrafe, indem er behauptete, an einer psychischen Störung zu leiden. Smith wurde erwischt, wie er trotz Fahrverbots Auto fuhr. Als die Polizei ihn anhielt, machte er falsche Angaben, behauptete sein Bruder Robert zu sein.

## Nachweise
1. ↑  horseandhound.co.uk
2. ↑  www.equestrianjumpingcanada.com (Memento des Originals vom 3. Oktober 2009 im Internet Archive)  Info: Der Archivlink wurde automatisch eingesetzt und noch nicht geprüft. Bitte prüfe Original- und Archivlink gemäß Anleitung und entferne dann diesen Hinweis.
3. ↑  www.encyclopedia.com (Seite nicht mehr abrufbar, festgestellt im Mai 2019. Suche in Webarchiven)  Info: Der Link wurde automatisch als defekt markiert. Bitte prüfe den Link gemäß Anleitung und entferne dann diesen Hinweis.

| Personendaten    | Personendaten           |
| ---------------- | ----------------------- |
| NAME             | Smith, Steven           |
| KURZBESCHREIBUNG | britischer Springreiter |
| GEBURTSDATUM     | 22. Oktober 1962        |
| GEBURTSORT       | Bingley, West Yorkshire |